# ویل بارکر
ویل بارکر (انگلیسی: Will Barker; ۱۸ ژانویهٔ ۱۸۶۸ – ۶ نوامبر ۱۹۵۱) کارگردان فیلم و تهیه‌کننده اهل انگلستان بود.
وی کارگردان فیلم‌هایی همچون هنری هشتم بوده‌است.